# Aurel Stein

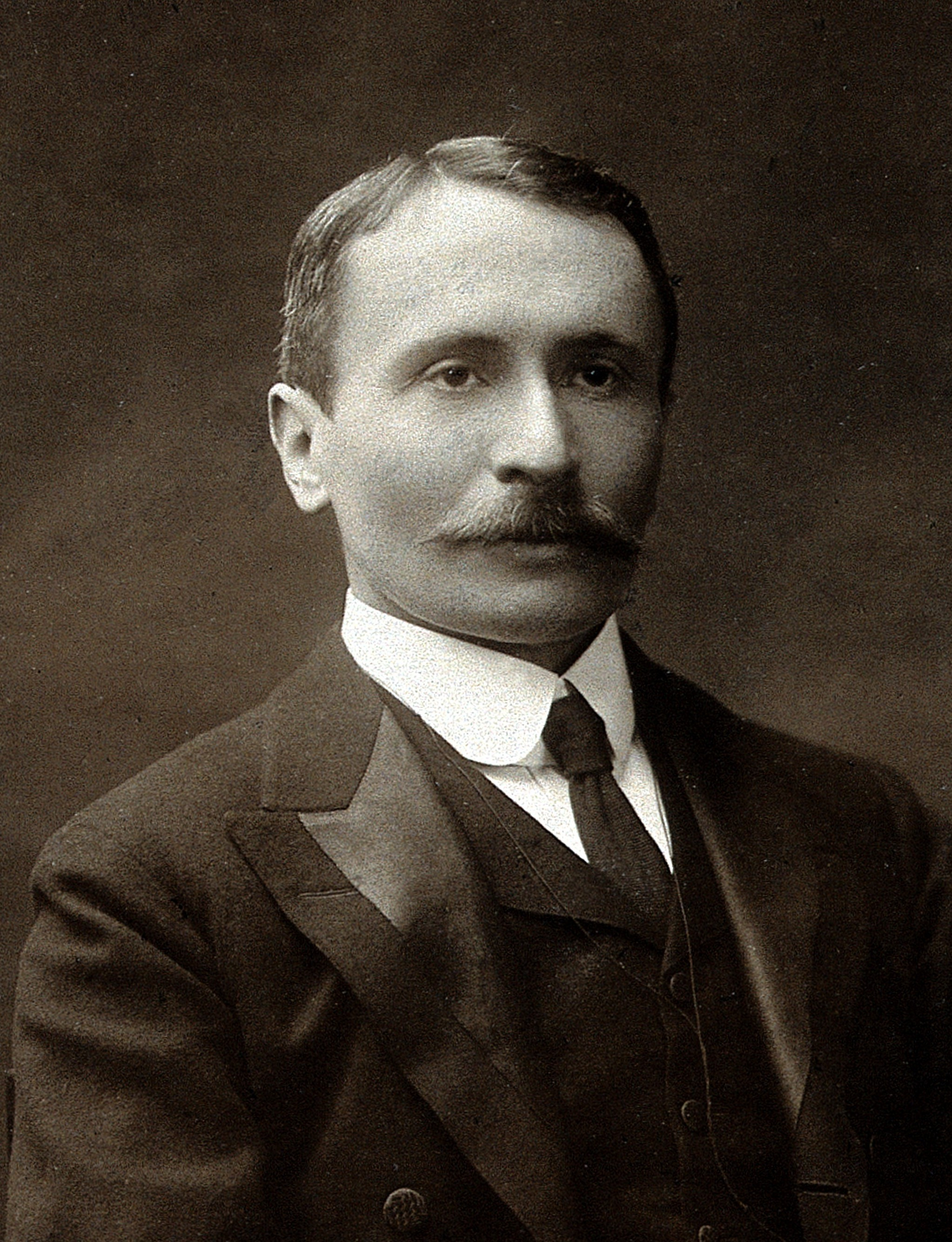
Stein in 1909

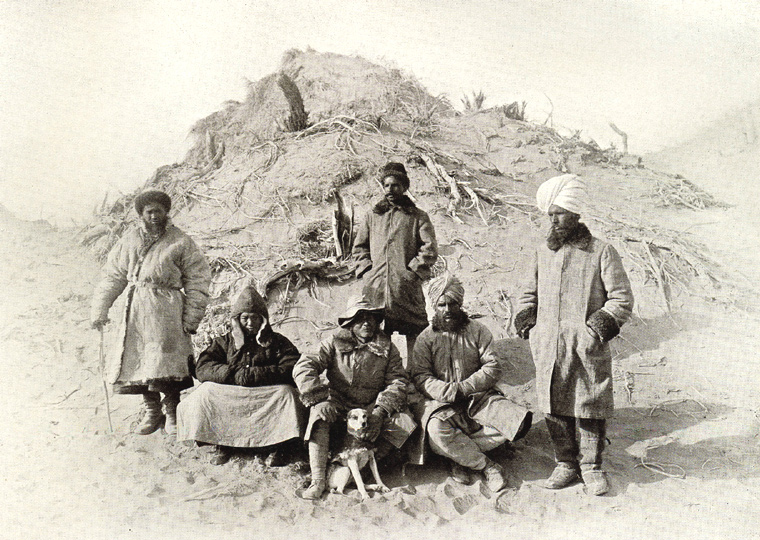
Stein in het Tarimbekken

Sir Marc Aurel Stein (Hongaars: Stein Márk Aurél) (Boedapest, 26 november 1862 - Kaboel, 26 oktober 1943) was een Hongaars archeoloog, Indiakundige en tibetoloog. Later liet hij zich naturaliseren tot Brits burger en werd hij daar ook geridderd.
De ontdekking van het zogenaamde Bower manuscript door Hamilton Bower en de publicatie daarvan in 1897 had tot  wetenschappelijke nieuwsgierigheid geleid naar haast vergeten boeddhistische beschavingen aan de zijderoute. In de eerste  decennia van de twintigste eeuw waren er vrijwel voortdurend expedities in het gebied om naar restanten van die beschavingen te zoeken. Stein voerde vier grote expedities uit naar Centraal-Azië: in 1900, 1906-8, 1913-6 en 1930. Tijdens zijn expeditie van 1906-8 liep hij bevriezing op en verloor hij enkele tenen van zijn rechtervoet. Hij was professor aan verschillende universiteiten in India en werd beïnvloed door Through Asia van Sven Hedin uit 1898.
Stein liet een collectie na aan de British Library, British Museum, Srinagar Museum en het Nationale Museum van New Delhi. Hieronder bevinden zich manuscripten, houten tabletten en documenten in het Mandarijn, Tibetaans, Tangut, Prakrit, Khotanees, Oeigoers, Sogdisch en het Oost-Turks. Een deel van zijn correspondentie en photo's bevindt zich in de Hongaarse Academie van Wetenschappen in Boedapest. 
De grootste ontdekking deed Stein bij de Mogao-grotten in Dunhuang, waar hij de Diamantsoetra ontdekte, de oudst gedrukte tekst ter wereld, samen met 40.000 andere rollen die in 1900 waren ontdekt door de taoïstische monnik Wang Yuanlu. De Franse oriëntalist Paul Pelliot lukte het in 1908 hier een zeer waardevol deel van deze manuscripten van Dunhuang te kopen die door Marcelle Lalou werd gecatalogiseerd en werd opgeslagen in de Bibliothèque nationale de France. Stein ontmaskerde in 1901 de vervalsingen van Islam Akhun. Hem werd verweten dat hij zich, door de inhoud van de Dunhuang "bibliotheek" naar Europa te transporteren, schuldig maakte aan kunstroof.
Aurel Stein heeft een groot aantal boeken en artikelen geschreven over zijn reizen en ontdekkingen. In  Ruins of Desert Cathay  beschrijft hij ook zijn ontmoetingen in Kashgar met de daar wonende Nederlandse priester Paul-Piet Hendriks.